# ۴۵۵ (پیش از میلاد)
۴۵۵ (پیش از میلاد) ۴۵۵مین سال قبل از تقویم میلادی است.